# Mikhaïl Botvinnik
Mikhaïl Moïsseïevitch Botvinnik (en russe : Михаил Моисеевич Ботвинник) est un joueur d'échecs soviétique, par ailleurs ingénieur électricien et informaticien, né le 17 août 1911 à Kuokkala, aujourd'hui Repino, au nord-ouest de Saint-Pétersbourg, Gouvernement de Vyborg dans le Grand-duché de Finlande et mort 5 mai 1995 à Moscou.
Il fut champion du monde du jeu d'échecs de 1948 à 1957, de 1958 à 1960 et de 1961 à 1963. Il a été l'un des rares joueurs à se distinguer dans une autre carrière tout en jouant aux échecs les plus compétitifs. Il était également un pionnier des échecs informatiques.
Botvinnik a été le premier joueur de classe mondiale à se développer au sein de l'Union soviétique, le soumettant à des pressions politiques mais lui conférant également une influence considérable au sein des échecs soviétiques. Il a également joué un rôle majeur dans l’organisation des échecs en apportant une contribution importante à la conception du système de championnat du monde d'échecs après la Seconde Guerre mondiale. Il devint aussi un membre dirigeant d'une école d'échecs en Union soviétique permettant à sa nation de dominer les échecs à partir de cette époque ; il est parfois qualifié de « père de l'École soviétique ». Parmi ses élèves les plus illustres de l'« école Botvinnik » qu'il a dirigée figurent les champions du monde russes Anatoli Karpov, Garry Kasparov et Vladimir Kramnik.

## Carrière

### Débuts aux échecs (1924-1926)

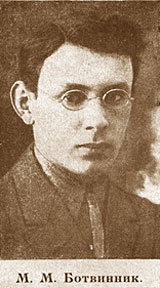
Botvinnik en 1927.

Mikhaïl Botvinnik naquit le 17 août 1911 dans une ville située actuellement dans le district de Saint-Pétersbourg. Son père et sa mère étaient dentistes. Bien que d'origine juive, les parents de Botvinnik lui interdirent de parler le yiddish et il reçut une éducation soviétique. Il apprit à jouer aux échecs à l'âge de douze-treize ans, fin 1923 et il remporta le championnat de son école en 1924. Il fit d'abord parler de lui à quatorze ans, en 1925, en battant le champion du monde Capablanca dans une simultanée. Un an plus tard, en 1926, il réussit à se qualifier pour la finale du championnat de Léningrad adultes où il finit deuxième. Puis, il fut remarqué très jeune et soutenu par le « père de l'école soviétique d'échecs », Alexandre Iline-Jenevski.

### Champion d'URSS (1931 et 1933)
En 1927, Botvinnik finit cinquième du championnat d'URSS à seize ans et fut proclamé maître. Après une deuxième tentative infructueuse (en 1929), Botvinnik remporta le championnat d'URSS à vingt ans, en 1931, puis à nouveau deux ans plus tard, en 1933.
Iline-Jenevski organisa en 1933 un match entre Botvinnik et Salo Flohr, un des meilleurs joueurs du monde et parmi les plus difficiles à battre. Mené 2-0 dans la première moitié du match, Botvinnik gagna deux parties en une semaine et réussit à faire match nul 6-6 (+2 -2 =8).

### Premiers succès internationaux (1934-1938)

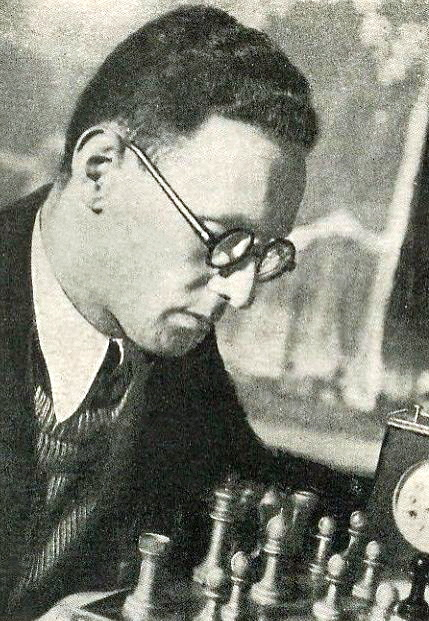
Botvinnik lors du match contre Salo Flohr en 1933.

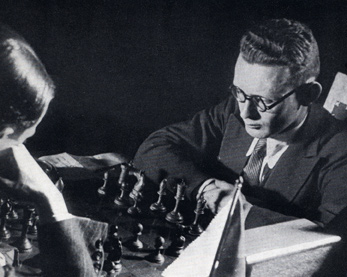
Botvinnik face à Flohr en 1933.

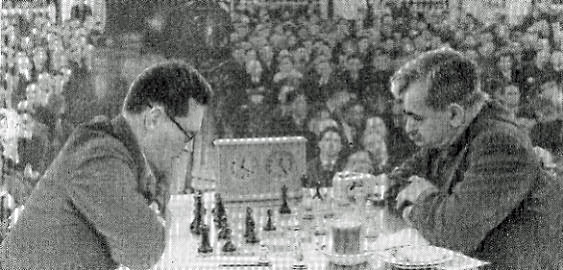
Botvinnik (à g.) face à Emanuel Lasker à Moscou en 1936.

En 1934, Botvinnik  remporta un succès à Léningrad (+5 -1 =5)  devant le futur champion du monde Max Euwe, puis il fit son entrée sur la scène internationale, en étant le premier soviétique depuis Bogolioubov à participer dans un tournoi à l'étranger, à Hastings en 1934-1935 (+3 -2 =4) où il finit cinquième-sixième ex æquo.
En 1935, il remporta le fort tournoi de Moscou (+9 -2 =8) en compagnie de Flohr devant les anciens champions du monde Lasker et Capablanca, puis il termina deuxième (+7 -1 =10) à l'édition suivante en 1936 derrière Capablanca, mais les deux joueurs partagèrent la première place à Nottingham (+6 =8) la même année, devant tous les meilleurs joueurs du monde : Euwe, Fine, Reshevsky, Alekhine, Flohr, Lasker, Vidmar, Bogoljubov, Tartakover, Alexander, Thomas et Vidmar. Malgré un insuccès relatif au tournoi AVRO en 1938 (il termina troisième (+3 -2 =9) derrière Paul Keres et Reuben Fine mais devant trois champions du monde, Alexandre Alekhine, Max Euwe et José Raúl Capablanca), beaucoup le considéraient comme le concurrent le plus sérieux pour le champion français. Après le tournoi, il rencontra Alekhine et ils convinrent officieusement du principe d'un match, mais l'éclatement de la Seconde Guerre mondiale mit fin à tout espoir. En 1945, Botvinnik lança à nouveau son défi, mais officiellement cette fois.

### Champion du monde (1948)
Entre 1941 et 1948, Botvinnik remporta tous les tournois auxquels il participa, dont trois championnats d'URSS (les championnats d'URSS 1944 et 1945 et le « championnat absolu » de 1941 qui n'est pas comptabilisé comme championnat d'URSS) et les forts tournois de Groningue en 1946 et de Moscou (le Mémorial Tchigorine) en 1947.
Le champion du monde en titre Alexandre Alekhine décéda brutalement en 1946 et le titre mondial dut être remis en jeu. La Fédération internationale des échecs organisa un tournoi avec les meilleurs joueurs du moment : deux Occidentaux (trois étaient prévus, mais Reuben Fine déclara forfait, alléguant des raisons professionnelles) et trois Soviétiques. Il y eut donc Samuel Reshevsky, Polonais émigré aux États-Unis et l'ancien champion du monde hollandais Max Euwe pour le bloc de l'Ouest, Mikhaïl Botvinnik, Paul Keres, Estonien récemment redevenu Soviétique et Vassily Smyslov pour le bloc de l'Est. Botvinnik l'emporta aisément avec 14 points sur 20 (+9 -1 =10).
Cette victoire, qui inaugura une domination soviétique de près de 50 ans sur le monde des échecs, eut certainement un impact dans la politique de l'URSS vis-à-vis des échecs. Dix ans plus tard, on comptait un million de joueurs licenciés en URSS.

### 1951-1961: la défense du titre mondial

#### Match contre Bronstein (1951)
En 1950, Botvinnik reçut le titre de grand maître international lors de la création du titre par la Fédération internationale des échecs. De 1948 à 1950, la Fédération internationale organisa un tournoi interzonal et un tournoi des candidats pour désigner l'adversaire de Botvinnik lors du championnat du monde prévu en 1951. Le cycle des candidats fut remporté par David Bronstein.
Après sa victoire en 1948, Botvinnik s'abstint de disputer la moindre partie officielle jusqu'au match de 1951 contre David Bronstein. Contre  Bronstein, il fut mis en difficulté : le jeu original et sans complexe de son adversaire, ainsi que le manque de compétition contraignirent le champion du monde à concéder le match nul 12-12 (+5 -5 =14). Si Botvinnik domina son adversaire dans les finales, ce dernier commettant plusieurs erreurs grossières, il perdit toutes ses parties en milieu de jeu, le plus souvent dans des phases tactiques.

#### Matchs contre Smyslov (1954, 1957 et 1958)

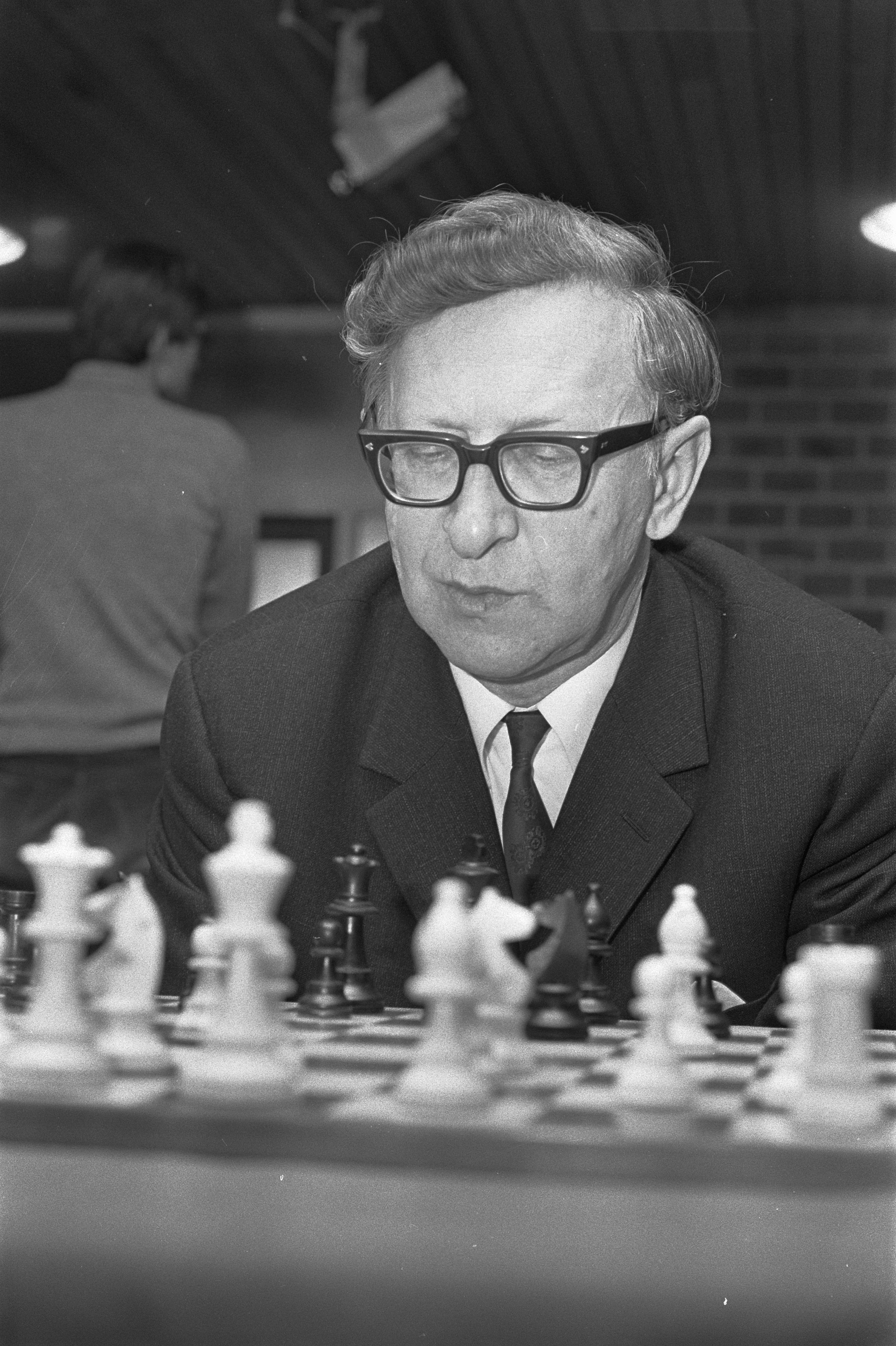
Vassili Smyslov, le rival de Botvinnik dans les années 1950.

Dans les années 1950, le champion du monde ne participa plus que rarement aux grands tournois internationaux, enregistrant plus ou moins de succès. Après une cinquième place au championnat d'URSS 1951 remporté par Paul Kéres, Botvinnik rattrapa Mark Taïmanov dans la dernière ronde du championnat d'URSS 1952 et, vainqueur du match de départage, il remporta son sixième titre après ceux de 1931, 1933, 1939, 1944 et 1945, record partagé avec Mikhaïl Tal. La même année, il finit troisième ex æquo du tournoi de Bucarest 1952 remporté par Paul Kéres et ne fut pas sélectionné dans l'équipe qui remporta l'olympiade d'échecs de 1954. Après une troisième place au championnat d'URSS 1955, Botvinnik remporta néanmoins une victoire, ex æquo avec Smyslov au mémorial Alekhine en 1956.
En 1954, Botvinnik défendit son titre contre Vassily Smyslov et dut encore se contenter d'un match nul 12-12 (+7 -7 =10), même si le match fut spectaculaire : pas moins de 8 parties consécutives furent gagnées par l'un ou l'autre, ce qui est exceptionnel à ce niveau. Dès lors, on commença à s'interroger sur le bien-fondé de la règle stipulant que le champion du monde conservait son titre en cas de match nul.
Botvinnik perdit une première fois son titre en 1957 contre Vassily Smyslov (+3 -6 =13). Il le récupéra en 1958 lors du match revanche (+7 -5 =11).

#### Matchs contre Mikhaïl Tal (1960 et 1961)

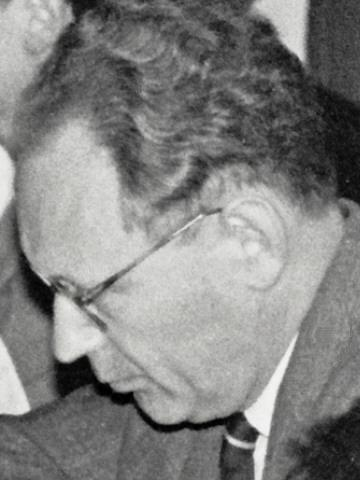
Botvinnik en 1961.

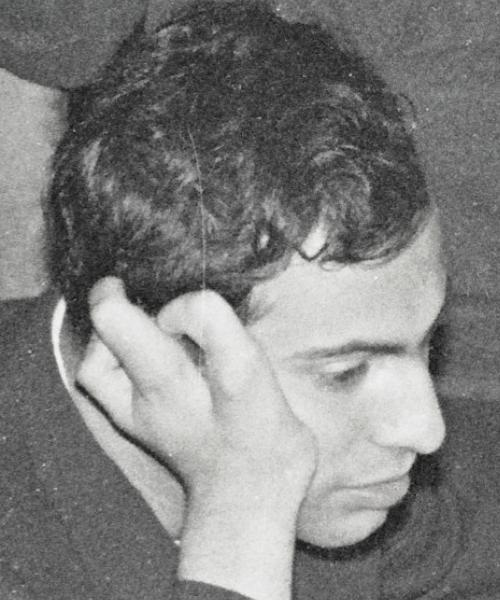
Tal en 1961.

Botvinnik perdit son titre une deuxième fois en 1960 face à Mikhaïl Tal, âgé alors de 23 ans (+2 -6 =13). Et il le regagna à nouveau lors du traditionnel match revanche en 1961 (+10 -5 =6), mais dans des conditions particulières puisque son adversaire connaissait alors de sérieux problèmes de santé.

### Fin de carrière (1962 – 1970)

#### Match contre Petrossian (1963)

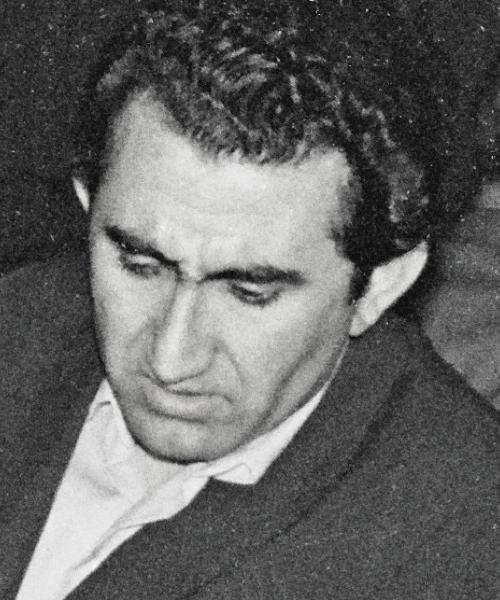
Tigran Petrossian à Oberhausen en 1961.

En 1963, Botvinnik perdit son titre définitivement contre Tigran Petrossian par 9,5 contre 12,5 (+2 -5 =15).
À cette période, la FIDE supprima le droit de revanche de l'ex-champion en titre et Botvinnik, âgé de 52 ans, renonça à regagner sa couronne. Qualifié d'office pour les matchs des candidats du cycle suivant en qualité de champion du monde sortant, il déclina l'offre et fut remplacé par Efim Geller.

#### Victoires dans les tournois internationaux

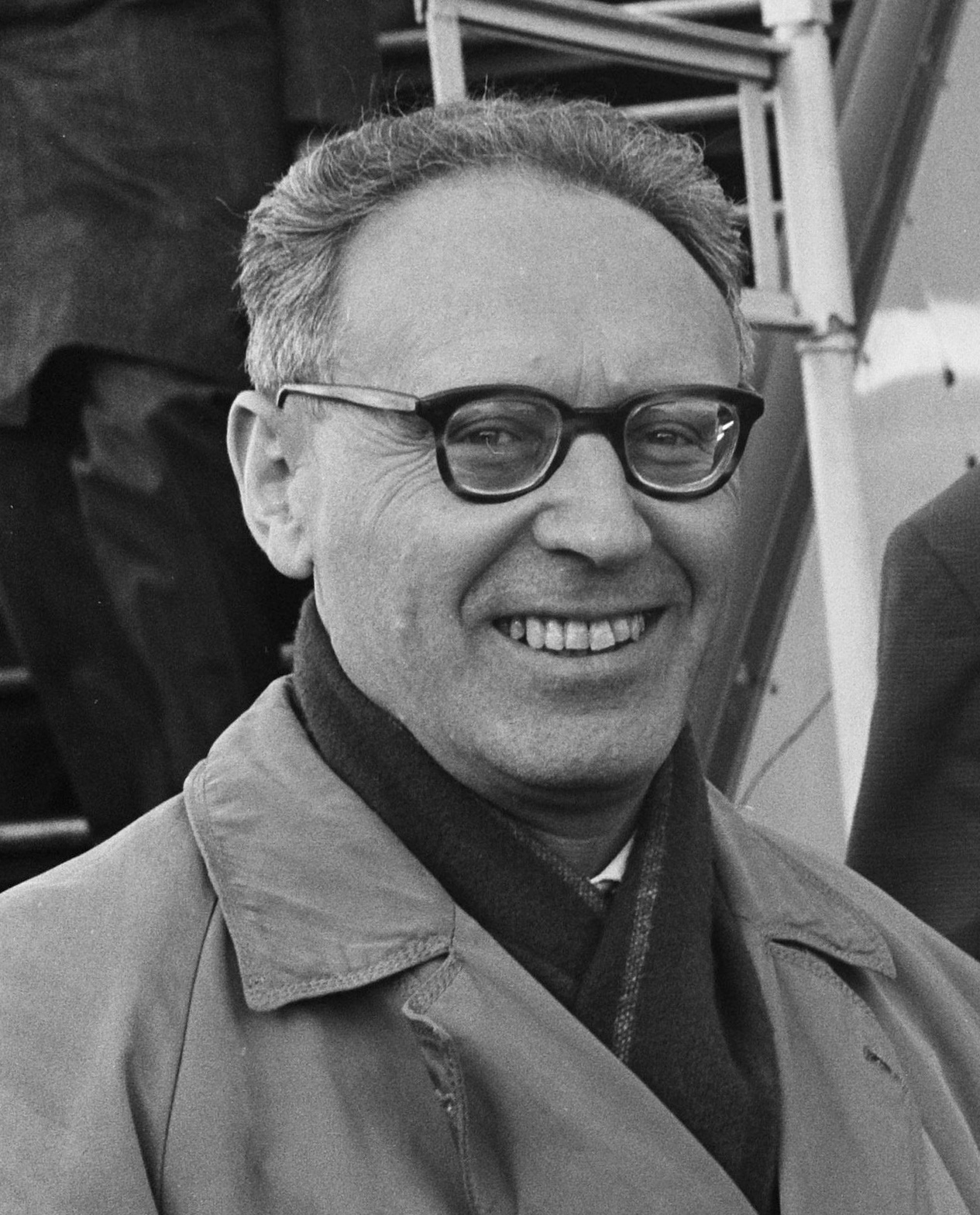
Mikhaïl Botvinnik en 1962.

Dans les années 1960, il participa aux championnats d'URSS par équipes et à plusieurs tournois internationaux. Il obtint encore la première place à :
- 1961-1962 : Hastings (+7 =2)
- 1962 : Stockholm : 8,5 / 9 (+8 =1)
- 1963 : Amsterdam (tournoi GAK) : 4 / 5 (+3 =2)
- 1965 : Noordwijk (mémorial Noteboom) : 6 / 7 (+5 =2)
- 1966 : Amsterdam (tournoi IBM) : 7,5 / 9 (+7 -1 =1)
- 1966-1967 : Hastings (+5 -1 =3)
- 1969 : tournoi de Wijk aan Zee (+6 =9)

En 1970, Botvinnik décida d'arrêter sa carrière de joueur après que le match prévu contre l'Américain Bobby Fischer eut été annulé.

## Le grand homme des échecs soviétiques

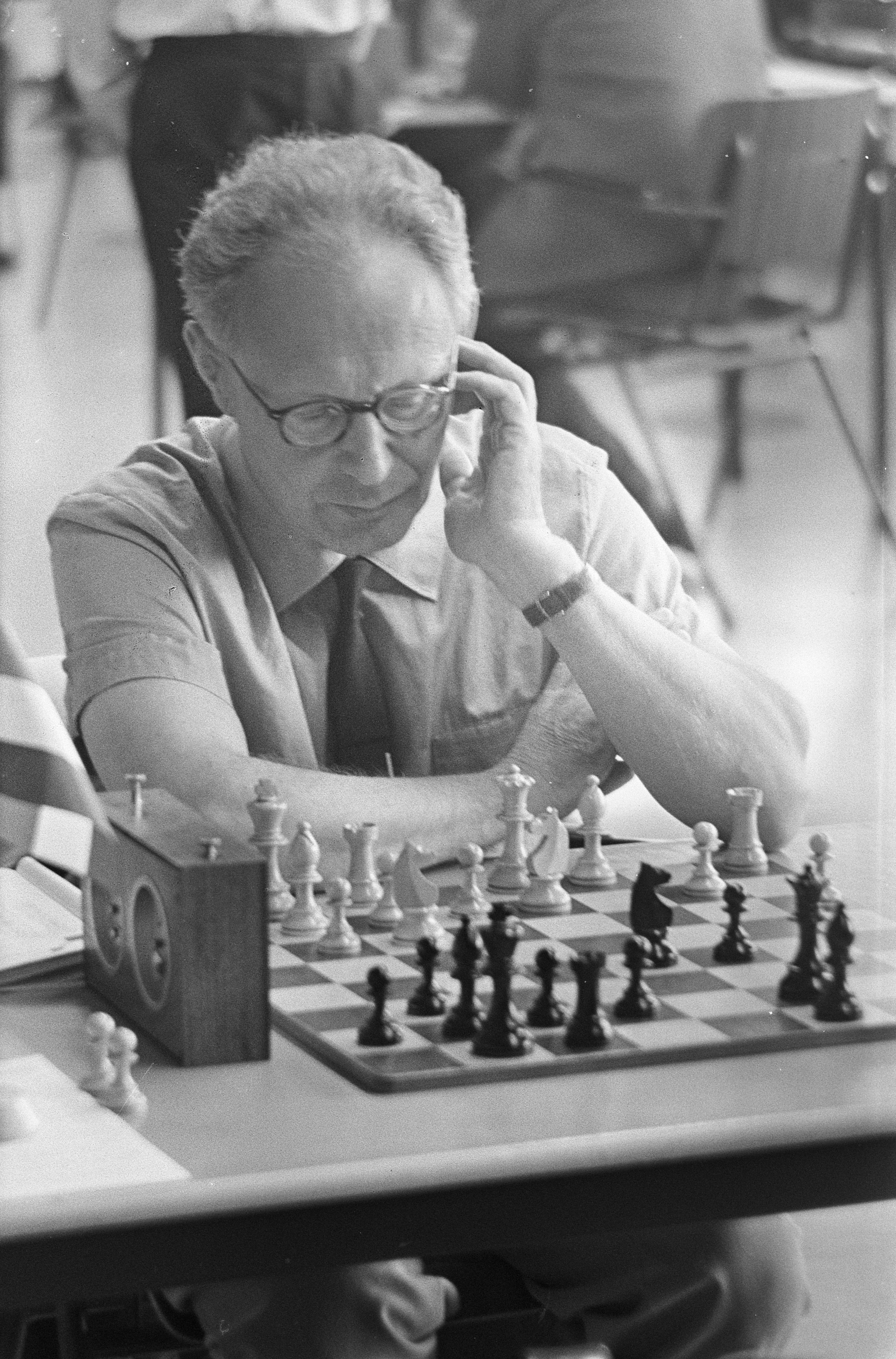
Botvinnik en 1966.

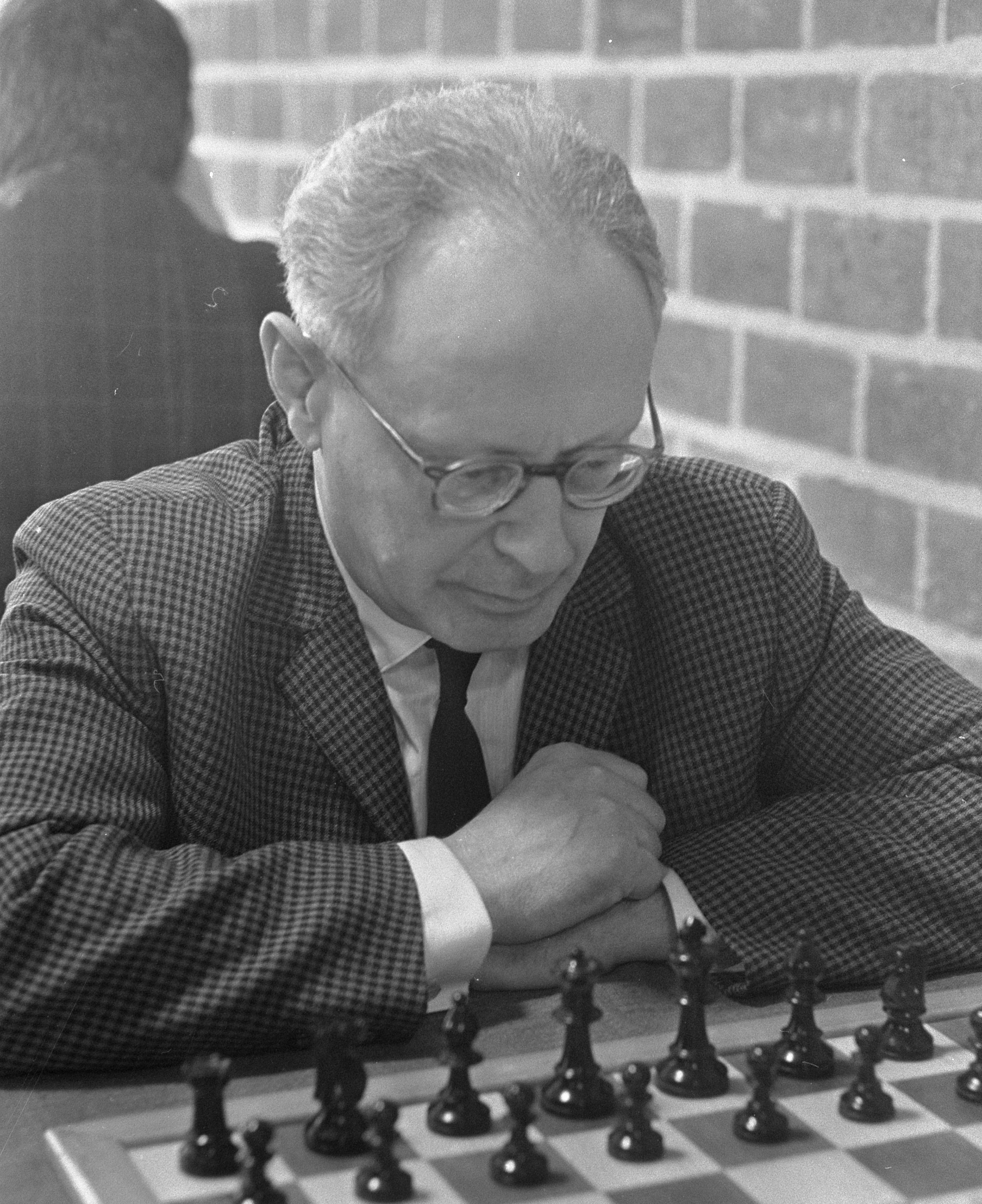
Botvinnik en 1969.

Au-delà de ses titres mondiaux, Mikhaïl Botvinnik régna sans partage sur les échecs soviétiques pendant plusieurs décennies, non sans donner naissance à de solides inimitiés. Celle de David Bronstein, par exemple, qui a toujours douté de ses capacités réelles et lui reprochait d'avoir été favorisé par le pouvoir. Entre autres griefs, il lui reprochait de gagner ses parties surtout après l'ajournement et de les perdre surtout avant.
Après sa victoire dans le championnat du monde 1948, Botvinnik fit une pause dans les échecs et se consacra à ses études d'ingénieur en électricité. Il décrocha son doctorat durant les trois années d'interruption de sa carrière. En 1970, il dirigea une école d'échecs à Moscou, dont sont issus notamment (les futurs champions du monde) Anatoli Karpov, Garry Kasparov et Vladimir Kramnik. Il s'investit également beaucoup dans la recherche informatique consacrée aux échecs, cherchant à mettre au point une intelligence artificielle, sans beaucoup de succès.
Il a souvent été dit par les commentateurs que Botvinnik était le « père de l'École soviétique » du jeu d'échecs. On pourrait plutôt dire qu'il est un des piliers du système de formation, qui a permis aux échecs soviétiques de dominer jusqu'à nos jours, y compris après la disparition de l'URSS car la plupart des meilleurs joueurs actuels sont issus de l'ancien État et de l'ancien système de formation des jeunes joueurs.

D'autre part, il est surtout considéré comme le maître de la préparation, tant dans les ouvertures que dans l'étude de ses propres parties et de ses adversaires. Garry Kasparov témoigne de son apport à la théorie des ouvertures dans son livre Échecs offensifs ; si dans l'approche classique des échecs, les noirs sont « cantonnés dans le rôle du défenseur », cherchant surtout à égaliser, Botvinnik a fait partie des « innovateurs » qui ont souhaité que les noirs trouvent comment obtenir l'avantage : 

« En adoptant cette attitude sans compromission, dès le début de la partie, on crée le problème de savoir comment obtenir l'initiative. (...) Il porta souvent son choix sur des débuts condamnés par la théorie, se basant sur une analyse approfondie et une compréhension exacte des positions engendrées. Un nombre important de ses nombreuses victoires est dû à l'emploi de ces systèmes “défavorables”. »

— Gary Kasparov, Échecs offensifs.
Botvinnik n'a jamais gagné un match pour remporter le titre de champion du monde, mais a toujours remporté comme challenger ses matchs-revanche après la perte de son titre (Smyslov et Tal), montrant une capacité d'adaptation, de remise en question et d'analyse singulières.
Enfin, son jeu positionnel était redoutable mais il était fragile lorsque la partie était compliquée et qu'il ne pouvait analyser toutes les conséquences, ce qui explique ses difficultés face à Mikhaïl Tal et David Bronstein. Toutefois, il a réussi quelques chefs-d'œuvre d'attaque, qui lui ont valu plusieurs prix de beauté.

## Palmarès

### Tournois et matchs
Les tables suivantes donnent les résultats et les scores de Mikhaïl Botvinnik dans les tournois et les matchs. La notation (+7 –3 =1) signifie : sept victoires, trois défaites et une partie nulle.

#### 1924 à 1930: champion de Léningrad
En 1923, peu après avoir appris les règles du jeu d'échecs, Botvinnik termina dixième du championnat scolaire de Pétrograd (quinze parties disputées, résultats détaillés non connus).
| Année | Vainqueur | ex æquo ou deuxième à cinquième |
| ----- | --- | --- |
| 1924  | Championnat scolaire de Léningrad : 5 / 6 (+5 −1)Léningrad (joueurs non classés) : 11,5 / 13 (+11 −1 =1)Léningrad (tournoi 2e-3e catégories) : 8,5 / 11 (+7 −1 =3)                                                                               | Léningrad (tournoi 2e catégorie inachevé) : 2,5 / 3 |
| 1925  | (Léningrad) Match contre Lioutov : 3,5–1,5 (+3 −1 =1)Léningrad (tournoi 1re-2e catégories) : 10 / 11 (+10 −1 =0)(Léningrad) Match contre Rivline : 3-0Tournoi de Tsarskoïe Selo : 9,5 / 10(Léningrad) Partie simultanée gagnée contre Capablanca | Léningrad (3e-4e) : 7,5 / 11 (+7 −3 =1) (tournoi 1re catégorie) Léningrad (tournoi 1re catégorie inachevé) : 7 / 8 |
| 1926  | Demi-finale du championnat de Léningrad : 11,5 / 12 (Stockholm) Match Stockholm - Léningrad contre Stoltz : 1,5–0,5 (+1 −0 =1) | (Léningrad) Match Léningrad - Moscou contre Iordanski : 0,5–1,5Championnat de Léningrad (2e-3e) : 7 / 9 (+6 −1 =2) (victoire de Iline-Jenevski devant Rabinovitch)Championnat de la province du nord-ouest (Léningrad) Demi-finale (2e-3e) : 9 / 11 (+8 −1 =2) Finale (3e) : 6,5 / 10 (+4 −1 =5) (victoire de Rabinovitch devant Iline-Jenevski) |
| 1927  | (Moscou) Match Moscou - Léningrad contre Pantchenko : 1,5–0,5(Léningrad) Match Léningrad - Moscou contre Grigoriev : 1,5–0,51927-1928 : championnat de l'union des métallurgistes (Léningrad) : 8,5 / 11 (+7 −1 =3)                              | Léningrad (2e après Romanovski) : 7,5 / 10 (+6 −1 =3) (« Tournoi national des six »)Championnat d'URSS (5e-6e) : 12,5 / 20 (+9 −4 =7) (Moscou, victoire de Bogartyrtchouk et Romanovski) |
| 1928  | (Riga) Match Riga - Léningrad contre Krastyns : 1 / 1Match scolaire Léningrad - Rostov : 1,5–0,5 | |
| 1929  | 1928-1929 : championnat de l'union régionale des ouvriers de l'éducation (Léningrad) : 11,5 / 14 (+9 =5)Moscou : championnat par équipes des universités : 2 / 3 (+1 =2) Odessa : 7 / 8 (+6 =2) (quart de finale du championnat d'URSS)          | Demi-finale du championnat d'URSS (3e-4e) : 2,5 / 5 (+2 −2 =1) (Odessa, demi-finale remportée par Kan et Izmaïlov) |
| 1930  | Tournoi de Léningrad : 6,5 / 8 (+6 −1 =1) (devant Iline-Jenevski)(Moscou) Matchs par équipes contre Kan : 2-0 et 1,5–0,51930-1931 : championnat de Léningrad : 14 / 17 (+12 −1 =4)                                                               | |

#### 1931 à 1940: champion d'URSS, premier à Moscou et Nottingham
En 1934, à Hastings, Botvinnik participa à son premier tournoi international (individuel) à l'étranger.

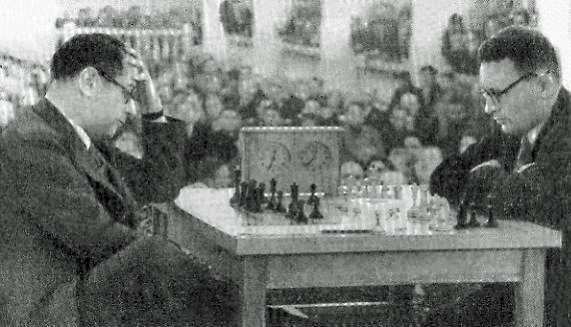
Botvinnik (à droite) face à Capablanca à Moscou en 1936

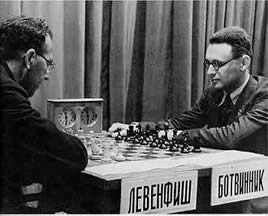
match contre Levenfisch en 1937

| Année | Vainqueur | ex æquo ou deuxième à cinquième |
| ----- | --- | --- |
| 1931  | Léningrad : tournois par équipes de syndicats : 4 / 4 et 1 / 1Championnat d'URSS (Moscou) : 13,5 / 17 (+12 −2 =3)                                                                                        | Demi-finale du championnat d'URSS (2e après Kasparian) (Moscou) : 6,5 / 9 (+6 −2 =1)                                                             |
| 1932  | Championnat de Léningrad : 10 / 11 (+9 =2)(Léningrad) Match Léningrad-Kiev : 1 / 1 1932-1933 : tournoi de Léningrad : 7 / 10 (+6 −2 =2) (tournoi remporté devant Iline-Jenevski, Ragozine et Alatortsev) | (Moscou) Match par radio contre Rioumine : ½-½                                                                                                   |
| 1933  | Championnat d'URSS (Léningrad) : 14 / 19 (+11 −2 =6)Léningrad : 10 / 13 (+7 =6) (ex æquo avec Romanovski)                                                                                                | (Léningrad-Moscou) Match contre Flohr : 6–6 (+2 −2 =8)                                                                                           |
| 1934  | Match Léningrad-Moscou contre Belavenets : 2-0Léningrad : 7,5 / 11 (+5 -1 =5) (tournoi avec la participation de Euwe et Kmoch)                                                                           | 1934-1935 : Hastings (5e-6e) : 5 / 9 (+3 -2 =4) (victoire de Euwe, Flohr et Thomas devant Capablanca et Lilienthal)                              |
| 1935  | Tournoi de Moscou : 13 / 19 (+9 -2 =8) (ex æquo avec Flohr) (devant Lasker, Capablanca et Spielmann) | 1934-1935 : Hastings (5e-6e) : 5 / 9 (+3 -2 =4) (victoire de Euwe, Flohr et Thomas devant Capablanca et Lilienthal)                              |
| 1936  | Nottingham : 10 / 14 (+6 =8) (ex æquo avec Capablanca) (devant Euwe, Fine, Reshevsky, Alekhine, Flohr et Lasker)                                                                                         | Moscou (2e derrière Capablanca) : 12 / 18 (+7 -1 =10)                                                                                            |
| 1937  | (Moscou et Léningrad) Match pour le championnat d'URSS contre Levenfisch : 6,5–6,5 (+5 -5 =3) (Levenfisch conserva son titre de champion d'URSS)                                                         | (Moscou et Léningrad) Match pour le championnat d'URSS contre Levenfisch : 6,5–6,5 (+5 -5 =3) (Levenfisch conserva son titre de champion d'URSS) |
| 1938  | Léningrad : 14 / 17 (+12 -1 =4) (demi-finale du championnat d'URSS 1939) | Tournoi AVRO (3e) : 7,5 / 14 (+3 -2 =9) (Pays-Bas, tournoi remporté par Keres et Fine)                                                           |
| 1939  | Championnat d'URSS (Léningrad) : 12,5 / 17 (+8 =9) | |
| 1940  | (Léningrad) Match contre Ragozine (entrainement) : 8,5–3,5 (+5 -0 =7) | Championnat d'URSS (5e-6e) : 11,5 / 19 (+8 -4 =7) (Moscou, victoire de Lilienthal et Bondarevski devant Smyslov et Kéres)                        |

#### 1941 à 1948: l'ascension vers le championnat du monde
De 1941 à 1948, Botvinnik remporta tous ses tournois et annula un match contre C. H. O'D. Alexander.
| Année | Vainqueur ou ex æquo |
| ----- | --- |
| 1941  | Match Léningrad-Moscou (par téléphone) contre Lilienthal : 0,5-0,5Championnat absolu d'URSS (Moscou, tournoi à quatre tours) : 13,5 / 20 (+9 -2 =9)                               |
|       | |
| 1943  | Sverdlovsk (tournoi de maîtres) : 10,5 / 14 (+7 =7)1943-1944 : championnat de Moscou : 13,5 / 16 (+12 -1 =3)                                                                      |
| 1944  | Championnat d'URSS (Moscou) : 12,5 / 16 (+11 -2 =3) |
| 1945  | Championnat d'URSS (Moscou) : 15 / 17 (+13 =4)Match radio URSS - États-Unis contre Denker : 2–0                                                                                   |
| 1946  | Tournoi de Groningue : 14,5 / 19 (+13 -3 =3)(Moscou) Match URSS - États-Unis contre Reshevsky : 1,5–0,5 (+1 -0 =1)Match radio URSS - Angleterre contre Alexander : 1–1 (+1 -1 =0) |
| 1947  | Moscou (mémorial Tchigorine) : 11 / 15 (+8 -1 =6) |
| 1948  | Championnat du monde (La Haye et Moscou, tournoi à cinq tours) : 14 / 20 (+10 -2 =8)                                                                                              |

#### 1951 à 1962: la défense du titre de champion du monde
De 1948 à 1950, Botvinnik préparait un doctorat en ingénierie électrique, diplôme qu'il obtint en 1951.
Jusqu'en 1969, les championnats du monde étaient tous disputés à Moscou.
| Année | Vainqueur ou ex æquo | Deuxième à cinquième |
| ----- | --- | --- |
| 1951  | Championnat du monde contre Bronstein : 12–12 (+5 −5 =14) | Championnat d'URSS (5e) : 10 / 17 (+6 −3 =8) (Moscou, victoire de Keres devant Petrossian, Geller et Smyslov)                                                                                          |
| 1952  | Championnat d'URSS (Moscou) : 13,5 / 19 (+9 −1 =9) (ex æquo avec Taïmanov, devant Geller)                                                                           | Mémorial Maroczy (Budapest) (3e-5e) : 11 / 16 (+7 −2 =8) (victoire de Keres devant Geller, Smyslov et Stahlberg)Gagra et Voronovo (entrainement) : 4 / 8 (+2 −2 =4)                                    |
| 1953  | (Moscou) Match de départage contre Taïmanov : 3,5–2,5 (+2 −1 =3) | |
| 1954  | Championnat du monde contre Smyslov : 12–12 (+7 −7 =10) Olympiade d'Amsterdam : 8,5 / 11 (+6 =5)                                                                    | |
| 1955  | | Championnat d'URSS (Moscou, 3e-6e) : 11,5 / 19 (+7 −3 =9) (victoire de Geller devant Smyslov, Illivitski, Petrossian et Spassky)(Moscou) Match URSS - États-Unis contre Reshevsky : 1,5–2,5 (+0 −1 =3) |
| 1956  | Moscou (mémorial Alekhine) : 11 / 15 (+8 −1 =6) (ex æquo avec Smyslov, devant Taïmanov, Gligoric et Bronstein)                                                      | Olympiade de Moscou (2e) : 9,5 / 13 (+6 =7) (médaille d'or remportée par Larsen) |
| 1957  | (Moscou) Match d'entraînement contre Averbakh : 5–5 (+3 −3 =4) | Championnat du monde contre Smyslov : 9,5–12,5 (+3 −6 =13) |
| 1958  | Championnat du monde contre Smyslov : 12,5–10,5 (+7 −5 =11)Tournoi de Wageningue : 4 / 5 (+3 =2) (devant Flohr et Donner)                                           | Olympiade de Munich (3e) : 9 / 12 (+7 −1 =4) (médaille d'or remportée par Gligoric devant Euwe) |
| 1959  | | Spartakiade d'URSS (Moscou) : 4,5 / 8 (+1 =7) (2,5 / 4 en demi-finale ; 2 / 4, =4 en finale) |
| 1960  | Olympiade de Leipzig (2e échiquier) : 10,5 / 13 (+8 =5) | Match Moscou-Léningrad contre Kortchnoï : 0,5–1,5 (+0 −1 =1)Championnat du monde contre Tal : 8,5–12,5 (+2 −6 =13)                                                                                     |
| 1961  | Championnat du monde contre Tal : 13–8 (+10 −5 =6)Championnat d'Europe par équipes (Oberhausen) : 6 / 9 (+4 −1 =4)                                                  | |
| 1962  | 1961-1962 : Hastings : 8 / 9 (+7 =2) (deux points d'avance devant Gligoric, Flohr, Bisguier et Penrose)Stockholm : 8,5 / 9 (trois points devant Flohr et Söderborg) | Olympiade de Varna (6e au 1er échiquier) : 8 / 12 (+5 −1 =6) (médaille d'or remportée par Olafsson) |

#### 1963 à 1970: ancien champion du monde
| Année | Vainqueur | Deuxième à septième |
| ----- | --- | --- |
| 1963  | Spartakiade d'URSS (2e échiquier) : 8 / 9 (+7 =2) (Moscou, premier avec 4,5 / 5 en demi-finale et en finale)Amsterdam : 4 / 5 (+3 =2) (devant Flohr et Donner)                                                                                | Championnat du monde contre Petrossian (Moscou) : 9,5–12,5 (+2 -5 =15) |
| 1964  | Championnat de Moscou par équipes des entreprises collectives : 4,5 / 5Coupe d'URSS par équipes (1er-2e) : 4,5 / 6 (+3 =3) (Moscou, 1er échiquier de Troud, ex æquo avec Tal)                                                                 | Championnat de Moscou par équipes : 1,5 / 2 Olympiade de Tel-Aviv (3e au 2e éch.) : 9 / 12 (+7 -1 =4) |
| 1965  | Noordwijk (mémorial Noteboom) : 6 / 7 (+5 =2) (devant Flohr, Trifunovic, Larsen, Bobotsov et Donner) Championnat du club Troud par équipes : 4,5 / 5 Match Moscou-Léningrad contre Tolouch : 2-0                                              | Championnat de Moscou par équipes (2e après Smyslov) (Moscou) : 2,5 / 4 (+2 –1 =1)Championnat d'Europe par équipes (5e au 2e échiquier) (Hambourg) : 3,5 / 8 (+2 –3 =3)Spartakiade des syndicats par équipes (demi-finale) (Moscou) : 2,5 / 4 (+2 −1 =1) |
| 1966  | Championnat du club Troud par équipes : 3,5 / 4Amsterdam (tournoi IBM) : 7,5 / 9 (+7 –1 =1)Coupe d'URSS par équipes : 6 / 9 (+5 -2 =2) (Moscou, 1er échiquier de Troud,)                                                                      | Championnat de Moscou par équipes (2e après Smyslov) (Moscou) : 3 / 5 (+1 =4) |
| 1967  | 1966-1967 : Hastings : 6,5 / 9 (+5 -1 =3) (devant Uhlmann)Championnat de Moscou des entreprises : 1-0Spartakiade d'URSS (2e échiquier) : 6 / 9 (+5 -2 =2) +3 −1 =0 en demi-finale ; +2 -1 =2 en finale (ex æquo avec Polougaïevski en finale) | Championnat de Moscou par équipes : 5 / 7 (+3 =4) Palma de Majorque (2e-3e) : 12,5 / 17 (+9 -1 =7) (tournoi remporté par Larsen devant Smyslov) |
| 1968  | | Monte-Carlo (2e derrière Larsen) : 9 / 13 (+5 =8)Championnat de Moscou par équipes des entreprises collectives : 1,5 / 3 (+1 –1 =1) |
| 1969  | Tournoi de Wijk aan Zee : 10,5 / 15 (+6 =9) (ex æquo avec Geller, devant Kéres et Portisch)Spartakiade des syndicats de Moscou : 2 / 3 (+1 =2)                                                                                                | Belgrade (7e) : 8,5 / 15 (+5 -3 =7) (victoire de Polougaïevski, Ivkov, Matulovic et Gligoric devant Lengyel et Geller) |
| 1970  | (Belgrade) Match URSS - Reste du monde (8e échiquier) contre Matulović : 2,5–1,5 (+1 -0 =3) | Leyde (3e-4e) : 5,5 / 12 (+1 -2 =9) (victoire de Spasski devant Donner et Larsen) |

### Compétitions internationales par équipes
Olympiades (1952-1964)
En dehors des matchs de championnats du monde, Botvinnik joua aussi pour l'équipe d'URSS lors de six éditions de cette compétition où l'URSS remporta la médaille d'or.
Lors de la première participation d'une équipe d'URSS à une olympiade, en 1952, Botvinnik fut écarté de l'équipe d'URSS.
- 1954 : Amsterdam : 1er échiquier (+6 =5) - médaille d'or
- 1956 : Moscou : 1er échiquier (+6 =7) - médaille d'argent
- 1958 : Munich : 1er échiquier (+7 -1 =4) - médaille de bronze
- 1960 : Leipzig : 2e échiquier (+8 =5) - médaille d'or
- 1962 : Varna : 1er échiquier (+5 -1 =6) - sixième
- 1964 : Tel Aviv : 2e échiquier (+7 -1 =4) - médaille de bronze

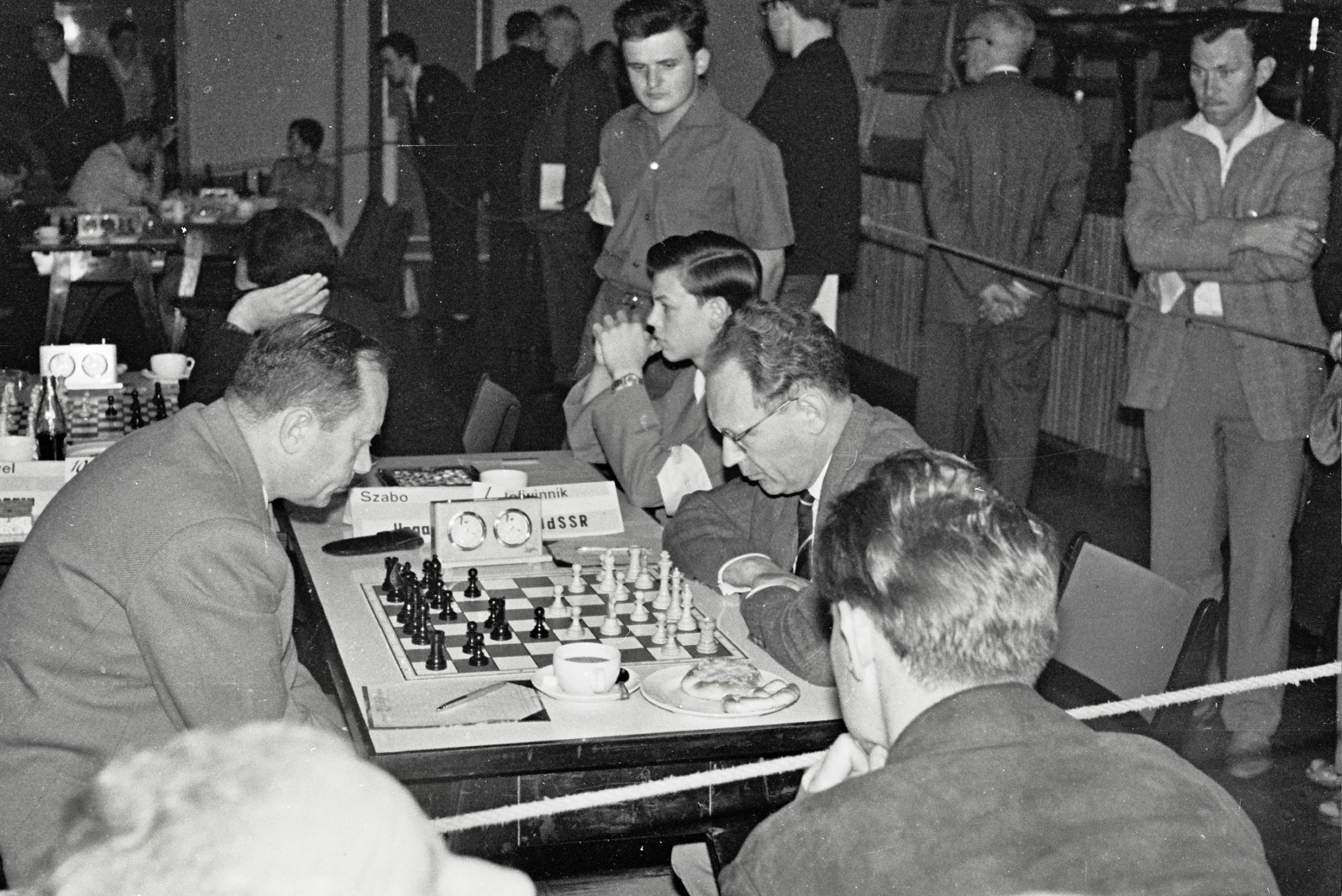
Botvinnik (à droite de l'échiquier) à Oberhausen en 1961

Championnats d'Europe des nations (1961 et 1965)
Botvinnik ne participa qu'à deux éditions de cette épreuve. L'URSS y prit la première place.
- 1961 Oberhausen : 1er échiquier (+4 -1 =4) - Médaille d'or
- 1965 Hambourg : 2e échiquier (+2 -3 =3). Botvinnik perdit ses trois dernières parties, termina avec un score négatif et ne fut plus sélectionné ensuite dans l'équipe soviétique pour les olympiades ou les championnats d'Europe.

Match URSS contre le Reste du monde (1970)
Quelques mois avant de mettre fin à sa carrière, Botvinnik participa au premier Match URSS - Reste du monde disputé en 1970 à Belgrade. Il fut opposé au huitième échiquier à Milan Matulović. Il remporta leur match individuel (+1 –0 =3).

### Résultats cumulés contre les meilleurs joueurs des années 1930 aux années 1960
Le score global de Botvinnik contre les meilleurs joueurs soviétiques et occidentaux fut le suivant. Les joueurs sont classés selon le nombre de parties disputées contre Botvinnik et le total ne tient pas compte de parties d'entraînement (notamment contre Ragozine de 1938 à 1947), ni des matchs « secrets » contre Averbakh en 1957 et contre Fourman en 1963 :
- +26 –22 =50 contre Vassily Smyslov
- +12 –12 =20 contre Mikhaïl Tal
- +19 –0 =14 contre Viatcheslav Ragozine
- +7 –6 =18 contre David Bronstein
- +5 –2 =24 contre Salo Flohr
- +3 –6 =20 contre Tigran Petrossian
- +8 –6 =8 contre Grigory Levenfish
- +8 –3 =9 contre Paul Keres
- +11 –3 =3 contre Ilia Kan
- +5 –2 =7 contre Samuel Reshevsky
- +7 –1 =6 contre Gueorgui Lissitsine
- +4 –2 =7 contre Alexandre Iline-Jenevski
- +7 –0 =6 contre Issaak Boleslavski
- +2 –2 =8 contre Max Euwe
- +4 –3 =5 contre Ilia Rabinovitch
- +4 –2 =6 contre Mark Taïmanov
- +5 –2 =5 contre Andor Lilienthal
- +4 –1 =7 contre Jan Donner
- +5 –5 =1 contre Alexandre Kotov
- +8 –0 =3 contre Vladimir Alatortsev
- +1 –4 =5 contre Efim Geller
- +2 –2 =6 contre Svetozar Gligoric
- +3 –2 =5 contre Igor Bondarevski
- +4 –1 =5 contre László Szabó
- +6 –0 =3 contre Vitali Tchekhover
- +4 –1 =3
  - contre Vladimir Makogonov ;
  - contre Nikolaï Rioumine
- +6 –1 =1 contre Aleksandr Tolouch
- +1 –1 =5 contre José Raúl Capablanca (en 1935, 1936 et 1938)
- +1 –0 =6 contre Boris Spassky
- +3 –2 =2 contre Bent Larsen
- +2 –1 =4 contre Wolfgang Uhlmann
- +4 –0 =3 contre Milan Matulovic
- +2 –1 =3
  - contre Luděk Pachman ;
  - contre Wolfgang Unzicker
- +4 –1 =1 contre Aleksandr Konstantinopolski
- +4 –0 =2 contre Mikhaïl Ioudovitch
- +0 –3 =2 contre Fedor Bogatyrtchouk (de 1927 à 1935)
- +1 –0 =4 contre Vladimir Simaguine
- +3 –1 =1 contre Conel Alexander
- +4 –0 =1 contre Gideon Ståhlberg
- +1 –1 =2 contre Viktor Kortchnoï
- +2 –1 =1 contre Miguel Najdorf
- +1 –0 =3
  - contre Emanuel Lasker (en 1935 et 1936) ;
  - contre Erich Eliskases ;
  - contre Lajos Portisch
- +2 –0 =2 contre Erik Lundin
- +3 –0 =1 contre Rauzer et Kholmov
- +0 –1 =2 contre Reuben Fine (en 1936 et 1938)
- +1 –1 =1
  - contre Veniamine Sozine (de 1929 à 1933) ;
  - contre Lothar Schmid
- +1 –0 =2
  - contre Alexandre Alekhine (en 1936 et 1938) ;
  - contre Youri Averbakh ; contre Sergueï Belavenets ;
  - contre Pal Benko ; contre Vladimir Liberzon ;
  - contre William Lombardy ; contre Lev Polougaïevski ;
  - contre Leonid Stein
- +2 –0 =1 contre Ivkov, Aronine et Stoltz
- +3 –0 =0 contre Ciocâltea, Kottnauer, Kubbel, Panov, Pomar et Robatsch
- +1 –1 =0 contre Thomas (en 1934 et 1936) et Yanofsky
- +1 –0 =1 contre Pirc, Filip et Bobotsov
- +2 –0 =0 contre Tartakover, Vidmar et Gipslis
- +0 –0 =1 contre Fischer (en 1962), Barcza, Hort, Kavalek, Nejmetdinov et Olafsson.
- +1 –0 =0 contre Bogoljubov (en 1936), Spielmann (en 1935), Blumenfeld, Souétine, Baguirov, Pilnik, Bisguier et Fourman

Ainsi Petrossian, Geller, Bogatyrtchouk et Fine étaient les adversaires les plus difficiles de Botvinnik.
Tal, Euwe, Capablanca, Gligoric, Kotov et Kortchnoï avaient des scores égaux contre lui avec plus de trois parties disputées avec Botvinnik.

## Exemples de parties

### Petrossian - Botvinnik, 1952
Tigran Petrossian - Mikhaïl Botvinnik
match d'entraînement, 1952 :

1. d4 Cf6 2. c4 e6 3. Cf3 d5 4. Cc3 c6 5. cxd5 cxd5 6. Ff4 Cc6 7. e3 Ch5 8. Fg5 Db6 9. a3 h6 10. Fh4 g5 11. Fg3 Cxg3 12. hxg3 Fg7 13. Fd3 Dd8 14. Ch2 h5 15. Tc1 Fd7 16. Cb5 Rf8 17. Cf1 g4 18. Cd2 e5 19. Db3 exd4 20. Cxd4 Cxd4 21. exd4 De7+ 22. Rd1 Fxd4 23. Tc7 Fb6 24. Te1 Dd6 25. Txb7 Th6 26. Fb5 Fe6 27. f4 gxf3 28. Cxf3 Tc8 29. Ce5 Dc5 30. Txf7+? (Db4!) Rg8 (FxT? 31 Cd7+) 31. Tf3 Dc1+ 32. Re2 Tc2+ 33. Rf1 Dd2  0-1 (il peut suivre 34. Fe2 Dd4).

### Tal - Botvinnik, 1960
|   | a | b | c | d | e | f | g | h |   |
| 8 | Pion noir sur case noire a7 · Pion noir sur case blanche b7 · Cavalier noir sur case blanche c6 · Roi noir sur case blanche e6 · Pion blanc sur case noire h6 · Pion noir sur case noire g5 · Roi blanc sur case blanche e4 · Pion blanc sur case blanche g4 · Pion blanc sur case noire a3 · Pion blanc sur case noire b2 · Pion blanc sur case blanche g2 | Pion noir sur case noire a7 · Pion noir sur case blanche b7 · Cavalier noir sur case blanche c6 · Roi noir sur case blanche e6 · Pion blanc sur case noire h6 · Pion noir sur case noire g5 · Roi blanc sur case blanche e4 · Pion blanc sur case blanche g4 · Pion blanc sur case noire a3 · Pion blanc sur case noire b2 · Pion blanc sur case blanche g2 | Pion noir sur case noire a7 · Pion noir sur case blanche b7 · Cavalier noir sur case blanche c6 · Roi noir sur case blanche e6 · Pion blanc sur case noire h6 · Pion noir sur case noire g5 · Roi blanc sur case blanche e4 · Pion blanc sur case blanche g4 · Pion blanc sur case noire a3 · Pion blanc sur case noire b2 · Pion blanc sur case blanche g2 | Pion noir sur case noire a7 · Pion noir sur case blanche b7 · Cavalier noir sur case blanche c6 · Roi noir sur case blanche e6 · Pion blanc sur case noire h6 · Pion noir sur case noire g5 · Roi blanc sur case blanche e4 · Pion blanc sur case blanche g4 · Pion blanc sur case noire a3 · Pion blanc sur case noire b2 · Pion blanc sur case blanche g2 | Pion noir sur case noire a7 · Pion noir sur case blanche b7 · Cavalier noir sur case blanche c6 · Roi noir sur case blanche e6 · Pion blanc sur case noire h6 · Pion noir sur case noire g5 · Roi blanc sur case blanche e4 · Pion blanc sur case blanche g4 · Pion blanc sur case noire a3 · Pion blanc sur case noire b2 · Pion blanc sur case blanche g2 | Pion noir sur case noire a7 · Pion noir sur case blanche b7 · Cavalier noir sur case blanche c6 · Roi noir sur case blanche e6 · Pion blanc sur case noire h6 · Pion noir sur case noire g5 · Roi blanc sur case blanche e4 · Pion blanc sur case blanche g4 · Pion blanc sur case noire a3 · Pion blanc sur case noire b2 · Pion blanc sur case blanche g2 | Pion noir sur case noire a7 · Pion noir sur case blanche b7 · Cavalier noir sur case blanche c6 · Roi noir sur case blanche e6 · Pion blanc sur case noire h6 · Pion noir sur case noire g5 · Roi blanc sur case blanche e4 · Pion blanc sur case blanche g4 · Pion blanc sur case noire a3 · Pion blanc sur case noire b2 · Pion blanc sur case blanche g2 | Pion noir sur case noire a7 · Pion noir sur case blanche b7 · Cavalier noir sur case blanche c6 · Roi noir sur case blanche e6 · Pion blanc sur case noire h6 · Pion noir sur case noire g5 · Roi blanc sur case blanche e4 · Pion blanc sur case blanche g4 · Pion blanc sur case noire a3 · Pion blanc sur case noire b2 · Pion blanc sur case blanche g2 | 8 |
| 7 | Pion noir sur case noire a7 · Pion noir sur case blanche b7 · Cavalier noir sur case blanche c6 · Roi noir sur case blanche e6 · Pion blanc sur case noire h6 · Pion noir sur case noire g5 · Roi blanc sur case blanche e4 · Pion blanc sur case blanche g4 · Pion blanc sur case noire a3 · Pion blanc sur case noire b2 · Pion blanc sur case blanche g2 | Pion noir sur case noire a7 · Pion noir sur case blanche b7 · Cavalier noir sur case blanche c6 · Roi noir sur case blanche e6 · Pion blanc sur case noire h6 · Pion noir sur case noire g5 · Roi blanc sur case blanche e4 · Pion blanc sur case blanche g4 · Pion blanc sur case noire a3 · Pion blanc sur case noire b2 · Pion blanc sur case blanche g2 | Pion noir sur case noire a7 · Pion noir sur case blanche b7 · Cavalier noir sur case blanche c6 · Roi noir sur case blanche e6 · Pion blanc sur case noire h6 · Pion noir sur case noire g5 · Roi blanc sur case blanche e4 · Pion blanc sur case blanche g4 · Pion blanc sur case noire a3 · Pion blanc sur case noire b2 · Pion blanc sur case blanche g2 | Pion noir sur case noire a7 · Pion noir sur case blanche b7 · Cavalier noir sur case blanche c6 · Roi noir sur case blanche e6 · Pion blanc sur case noire h6 · Pion noir sur case noire g5 · Roi blanc sur case blanche e4 · Pion blanc sur case blanche g4 · Pion blanc sur case noire a3 · Pion blanc sur case noire b2 · Pion blanc sur case blanche g2 | Pion noir sur case noire a7 · Pion noir sur case blanche b7 · Cavalier noir sur case blanche c6 · Roi noir sur case blanche e6 · Pion blanc sur case noire h6 · Pion noir sur case noire g5 · Roi blanc sur case blanche e4 · Pion blanc sur case blanche g4 · Pion blanc sur case noire a3 · Pion blanc sur case noire b2 · Pion blanc sur case blanche g2 | Pion noir sur case noire a7 · Pion noir sur case blanche b7 · Cavalier noir sur case blanche c6 · Roi noir sur case blanche e6 · Pion blanc sur case noire h6 · Pion noir sur case noire g5 · Roi blanc sur case blanche e4 · Pion blanc sur case blanche g4 · Pion blanc sur case noire a3 · Pion blanc sur case noire b2 · Pion blanc sur case blanche g2 | Pion noir sur case noire a7 · Pion noir sur case blanche b7 · Cavalier noir sur case blanche c6 · Roi noir sur case blanche e6 · Pion blanc sur case noire h6 · Pion noir sur case noire g5 · Roi blanc sur case blanche e4 · Pion blanc sur case blanche g4 · Pion blanc sur case noire a3 · Pion blanc sur case noire b2 · Pion blanc sur case blanche g2 | Pion noir sur case noire a7 · Pion noir sur case blanche b7 · Cavalier noir sur case blanche c6 · Roi noir sur case blanche e6 · Pion blanc sur case noire h6 · Pion noir sur case noire g5 · Roi blanc sur case blanche e4 · Pion blanc sur case blanche g4 · Pion blanc sur case noire a3 · Pion blanc sur case noire b2 · Pion blanc sur case blanche g2 | 7 |
| 6 | Pion noir sur case noire a7 · Pion noir sur case blanche b7 · Cavalier noir sur case blanche c6 · Roi noir sur case blanche e6 · Pion blanc sur case noire h6 · Pion noir sur case noire g5 · Roi blanc sur case blanche e4 · Pion blanc sur case blanche g4 · Pion blanc sur case noire a3 · Pion blanc sur case noire b2 · Pion blanc sur case blanche g2 | Pion noir sur case noire a7 · Pion noir sur case blanche b7 · Cavalier noir sur case blanche c6 · Roi noir sur case blanche e6 · Pion blanc sur case noire h6 · Pion noir sur case noire g5 · Roi blanc sur case blanche e4 · Pion blanc sur case blanche g4 · Pion blanc sur case noire a3 · Pion blanc sur case noire b2 · Pion blanc sur case blanche g2 | Pion noir sur case noire a7 · Pion noir sur case blanche b7 · Cavalier noir sur case blanche c6 · Roi noir sur case blanche e6 · Pion blanc sur case noire h6 · Pion noir sur case noire g5 · Roi blanc sur case blanche e4 · Pion blanc sur case blanche g4 · Pion blanc sur case noire a3 · Pion blanc sur case noire b2 · Pion blanc sur case blanche g2 | Pion noir sur case noire a7 · Pion noir sur case blanche b7 · Cavalier noir sur case blanche c6 · Roi noir sur case blanche e6 · Pion blanc sur case noire h6 · Pion noir sur case noire g5 · Roi blanc sur case blanche e4 · Pion blanc sur case blanche g4 · Pion blanc sur case noire a3 · Pion blanc sur case noire b2 · Pion blanc sur case blanche g2 | Pion noir sur case noire a7 · Pion noir sur case blanche b7 · Cavalier noir sur case blanche c6 · Roi noir sur case blanche e6 · Pion blanc sur case noire h6 · Pion noir sur case noire g5 · Roi blanc sur case blanche e4 · Pion blanc sur case blanche g4 · Pion blanc sur case noire a3 · Pion blanc sur case noire b2 · Pion blanc sur case blanche g2 | Pion noir sur case noire a7 · Pion noir sur case blanche b7 · Cavalier noir sur case blanche c6 · Roi noir sur case blanche e6 · Pion blanc sur case noire h6 · Pion noir sur case noire g5 · Roi blanc sur case blanche e4 · Pion blanc sur case blanche g4 · Pion blanc sur case noire a3 · Pion blanc sur case noire b2 · Pion blanc sur case blanche g2 | Pion noir sur case noire a7 · Pion noir sur case blanche b7 · Cavalier noir sur case blanche c6 · Roi noir sur case blanche e6 · Pion blanc sur case noire h6 · Pion noir sur case noire g5 · Roi blanc sur case blanche e4 · Pion blanc sur case blanche g4 · Pion blanc sur case noire a3 · Pion blanc sur case noire b2 · Pion blanc sur case blanche g2 | Pion noir sur case noire a7 · Pion noir sur case blanche b7 · Cavalier noir sur case blanche c6 · Roi noir sur case blanche e6 · Pion blanc sur case noire h6 · Pion noir sur case noire g5 · Roi blanc sur case blanche e4 · Pion blanc sur case blanche g4 · Pion blanc sur case noire a3 · Pion blanc sur case noire b2 · Pion blanc sur case blanche g2 | 6 |
| 5 | Pion noir sur case noire a7 · Pion noir sur case blanche b7 · Cavalier noir sur case blanche c6 · Roi noir sur case blanche e6 · Pion blanc sur case noire h6 · Pion noir sur case noire g5 · Roi blanc sur case blanche e4 · Pion blanc sur case blanche g4 · Pion blanc sur case noire a3 · Pion blanc sur case noire b2 · Pion blanc sur case blanche g2 | Pion noir sur case noire a7 · Pion noir sur case blanche b7 · Cavalier noir sur case blanche c6 · Roi noir sur case blanche e6 · Pion blanc sur case noire h6 · Pion noir sur case noire g5 · Roi blanc sur case blanche e4 · Pion blanc sur case blanche g4 · Pion blanc sur case noire a3 · Pion blanc sur case noire b2 · Pion blanc sur case blanche g2 | Pion noir sur case noire a7 · Pion noir sur case blanche b7 · Cavalier noir sur case blanche c6 · Roi noir sur case blanche e6 · Pion blanc sur case noire h6 · Pion noir sur case noire g5 · Roi blanc sur case blanche e4 · Pion blanc sur case blanche g4 · Pion blanc sur case noire a3 · Pion blanc sur case noire b2 · Pion blanc sur case blanche g2 | Pion noir sur case noire a7 · Pion noir sur case blanche b7 · Cavalier noir sur case blanche c6 · Roi noir sur case blanche e6 · Pion blanc sur case noire h6 · Pion noir sur case noire g5 · Roi blanc sur case blanche e4 · Pion blanc sur case blanche g4 · Pion blanc sur case noire a3 · Pion blanc sur case noire b2 · Pion blanc sur case blanche g2 | Pion noir sur case noire a7 · Pion noir sur case blanche b7 · Cavalier noir sur case blanche c6 · Roi noir sur case blanche e6 · Pion blanc sur case noire h6 · Pion noir sur case noire g5 · Roi blanc sur case blanche e4 · Pion blanc sur case blanche g4 · Pion blanc sur case noire a3 · Pion blanc sur case noire b2 · Pion blanc sur case blanche g2 | Pion noir sur case noire a7 · Pion noir sur case blanche b7 · Cavalier noir sur case blanche c6 · Roi noir sur case blanche e6 · Pion blanc sur case noire h6 · Pion noir sur case noire g5 · Roi blanc sur case blanche e4 · Pion blanc sur case blanche g4 · Pion blanc sur case noire a3 · Pion blanc sur case noire b2 · Pion blanc sur case blanche g2 | Pion noir sur case noire a7 · Pion noir sur case blanche b7 · Cavalier noir sur case blanche c6 · Roi noir sur case blanche e6 · Pion blanc sur case noire h6 · Pion noir sur case noire g5 · Roi blanc sur case blanche e4 · Pion blanc sur case blanche g4 · Pion blanc sur case noire a3 · Pion blanc sur case noire b2 · Pion blanc sur case blanche g2 | Pion noir sur case noire a7 · Pion noir sur case blanche b7 · Cavalier noir sur case blanche c6 · Roi noir sur case blanche e6 · Pion blanc sur case noire h6 · Pion noir sur case noire g5 · Roi blanc sur case blanche e4 · Pion blanc sur case blanche g4 · Pion blanc sur case noire a3 · Pion blanc sur case noire b2 · Pion blanc sur case blanche g2 | 5 |
| 4 | Pion noir sur case noire a7 · Pion noir sur case blanche b7 · Cavalier noir sur case blanche c6 · Roi noir sur case blanche e6 · Pion blanc sur case noire h6 · Pion noir sur case noire g5 · Roi blanc sur case blanche e4 · Pion blanc sur case blanche g4 · Pion blanc sur case noire a3 · Pion blanc sur case noire b2 · Pion blanc sur case blanche g2 | Pion noir sur case noire a7 · Pion noir sur case blanche b7 · Cavalier noir sur case blanche c6 · Roi noir sur case blanche e6 · Pion blanc sur case noire h6 · Pion noir sur case noire g5 · Roi blanc sur case blanche e4 · Pion blanc sur case blanche g4 · Pion blanc sur case noire a3 · Pion blanc sur case noire b2 · Pion blanc sur case blanche g2 | Pion noir sur case noire a7 · Pion noir sur case blanche b7 · Cavalier noir sur case blanche c6 · Roi noir sur case blanche e6 · Pion blanc sur case noire h6 · Pion noir sur case noire g5 · Roi blanc sur case blanche e4 · Pion blanc sur case blanche g4 · Pion blanc sur case noire a3 · Pion blanc sur case noire b2 · Pion blanc sur case blanche g2 | Pion noir sur case noire a7 · Pion noir sur case blanche b7 · Cavalier noir sur case blanche c6 · Roi noir sur case blanche e6 · Pion blanc sur case noire h6 · Pion noir sur case noire g5 · Roi blanc sur case blanche e4 · Pion blanc sur case blanche g4 · Pion blanc sur case noire a3 · Pion blanc sur case noire b2 · Pion blanc sur case blanche g2 | Pion noir sur case noire a7 · Pion noir sur case blanche b7 · Cavalier noir sur case blanche c6 · Roi noir sur case blanche e6 · Pion blanc sur case noire h6 · Pion noir sur case noire g5 · Roi blanc sur case blanche e4 · Pion blanc sur case blanche g4 · Pion blanc sur case noire a3 · Pion blanc sur case noire b2 · Pion blanc sur case blanche g2 | Pion noir sur case noire a7 · Pion noir sur case blanche b7 · Cavalier noir sur case blanche c6 · Roi noir sur case blanche e6 · Pion blanc sur case noire h6 · Pion noir sur case noire g5 · Roi blanc sur case blanche e4 · Pion blanc sur case blanche g4 · Pion blanc sur case noire a3 · Pion blanc sur case noire b2 · Pion blanc sur case blanche g2 | Pion noir sur case noire a7 · Pion noir sur case blanche b7 · Cavalier noir sur case blanche c6 · Roi noir sur case blanche e6 · Pion blanc sur case noire h6 · Pion noir sur case noire g5 · Roi blanc sur case blanche e4 · Pion blanc sur case blanche g4 · Pion blanc sur case noire a3 · Pion blanc sur case noire b2 · Pion blanc sur case blanche g2 | Pion noir sur case noire a7 · Pion noir sur case blanche b7 · Cavalier noir sur case blanche c6 · Roi noir sur case blanche e6 · Pion blanc sur case noire h6 · Pion noir sur case noire g5 · Roi blanc sur case blanche e4 · Pion blanc sur case blanche g4 · Pion blanc sur case noire a3 · Pion blanc sur case noire b2 · Pion blanc sur case blanche g2 | 4 |
| 3 | Pion noir sur case noire a7 · Pion noir sur case blanche b7 · Cavalier noir sur case blanche c6 · Roi noir sur case blanche e6 · Pion blanc sur case noire h6 · Pion noir sur case noire g5 · Roi blanc sur case blanche e4 · Pion blanc sur case blanche g4 · Pion blanc sur case noire a3 · Pion blanc sur case noire b2 · Pion blanc sur case blanche g2 | Pion noir sur case noire a7 · Pion noir sur case blanche b7 · Cavalier noir sur case blanche c6 · Roi noir sur case blanche e6 · Pion blanc sur case noire h6 · Pion noir sur case noire g5 · Roi blanc sur case blanche e4 · Pion blanc sur case blanche g4 · Pion blanc sur case noire a3 · Pion blanc sur case noire b2 · Pion blanc sur case blanche g2 | Pion noir sur case noire a7 · Pion noir sur case blanche b7 · Cavalier noir sur case blanche c6 · Roi noir sur case blanche e6 · Pion blanc sur case noire h6 · Pion noir sur case noire g5 · Roi blanc sur case blanche e4 · Pion blanc sur case blanche g4 · Pion blanc sur case noire a3 · Pion blanc sur case noire b2 · Pion blanc sur case blanche g2 | Pion noir sur case noire a7 · Pion noir sur case blanche b7 · Cavalier noir sur case blanche c6 · Roi noir sur case blanche e6 · Pion blanc sur case noire h6 · Pion noir sur case noire g5 · Roi blanc sur case blanche e4 · Pion blanc sur case blanche g4 · Pion blanc sur case noire a3 · Pion blanc sur case noire b2 · Pion blanc sur case blanche g2 | Pion noir sur case noire a7 · Pion noir sur case blanche b7 · Cavalier noir sur case blanche c6 · Roi noir sur case blanche e6 · Pion blanc sur case noire h6 · Pion noir sur case noire g5 · Roi blanc sur case blanche e4 · Pion blanc sur case blanche g4 · Pion blanc sur case noire a3 · Pion blanc sur case noire b2 · Pion blanc sur case blanche g2 | Pion noir sur case noire a7 · Pion noir sur case blanche b7 · Cavalier noir sur case blanche c6 · Roi noir sur case blanche e6 · Pion blanc sur case noire h6 · Pion noir sur case noire g5 · Roi blanc sur case blanche e4 · Pion blanc sur case blanche g4 · Pion blanc sur case noire a3 · Pion blanc sur case noire b2 · Pion blanc sur case blanche g2 | Pion noir sur case noire a7 · Pion noir sur case blanche b7 · Cavalier noir sur case blanche c6 · Roi noir sur case blanche e6 · Pion blanc sur case noire h6 · Pion noir sur case noire g5 · Roi blanc sur case blanche e4 · Pion blanc sur case blanche g4 · Pion blanc sur case noire a3 · Pion blanc sur case noire b2 · Pion blanc sur case blanche g2 | Pion noir sur case noire a7 · Pion noir sur case blanche b7 · Cavalier noir sur case blanche c6 · Roi noir sur case blanche e6 · Pion blanc sur case noire h6 · Pion noir sur case noire g5 · Roi blanc sur case blanche e4 · Pion blanc sur case blanche g4 · Pion blanc sur case noire a3 · Pion blanc sur case noire b2 · Pion blanc sur case blanche g2 | 3 |
| 2 | Pion noir sur case noire a7 · Pion noir sur case blanche b7 · Cavalier noir sur case blanche c6 · Roi noir sur case blanche e6 · Pion blanc sur case noire h6 · Pion noir sur case noire g5 · Roi blanc sur case blanche e4 · Pion blanc sur case blanche g4 · Pion blanc sur case noire a3 · Pion blanc sur case noire b2 · Pion blanc sur case blanche g2 | Pion noir sur case noire a7 · Pion noir sur case blanche b7 · Cavalier noir sur case blanche c6 · Roi noir sur case blanche e6 · Pion blanc sur case noire h6 · Pion noir sur case noire g5 · Roi blanc sur case blanche e4 · Pion blanc sur case blanche g4 · Pion blanc sur case noire a3 · Pion blanc sur case noire b2 · Pion blanc sur case blanche g2 | Pion noir sur case noire a7 · Pion noir sur case blanche b7 · Cavalier noir sur case blanche c6 · Roi noir sur case blanche e6 · Pion blanc sur case noire h6 · Pion noir sur case noire g5 · Roi blanc sur case blanche e4 · Pion blanc sur case blanche g4 · Pion blanc sur case noire a3 · Pion blanc sur case noire b2 · Pion blanc sur case blanche g2 | Pion noir sur case noire a7 · Pion noir sur case blanche b7 · Cavalier noir sur case blanche c6 · Roi noir sur case blanche e6 · Pion blanc sur case noire h6 · Pion noir sur case noire g5 · Roi blanc sur case blanche e4 · Pion blanc sur case blanche g4 · Pion blanc sur case noire a3 · Pion blanc sur case noire b2 · Pion blanc sur case blanche g2 | Pion noir sur case noire a7 · Pion noir sur case blanche b7 · Cavalier noir sur case blanche c6 · Roi noir sur case blanche e6 · Pion blanc sur case noire h6 · Pion noir sur case noire g5 · Roi blanc sur case blanche e4 · Pion blanc sur case blanche g4 · Pion blanc sur case noire a3 · Pion blanc sur case noire b2 · Pion blanc sur case blanche g2 | Pion noir sur case noire a7 · Pion noir sur case blanche b7 · Cavalier noir sur case blanche c6 · Roi noir sur case blanche e6 · Pion blanc sur case noire h6 · Pion noir sur case noire g5 · Roi blanc sur case blanche e4 · Pion blanc sur case blanche g4 · Pion blanc sur case noire a3 · Pion blanc sur case noire b2 · Pion blanc sur case blanche g2 | Pion noir sur case noire a7 · Pion noir sur case blanche b7 · Cavalier noir sur case blanche c6 · Roi noir sur case blanche e6 · Pion blanc sur case noire h6 · Pion noir sur case noire g5 · Roi blanc sur case blanche e4 · Pion blanc sur case blanche g4 · Pion blanc sur case noire a3 · Pion blanc sur case noire b2 · Pion blanc sur case blanche g2 | Pion noir sur case noire a7 · Pion noir sur case blanche b7 · Cavalier noir sur case blanche c6 · Roi noir sur case blanche e6 · Pion blanc sur case noire h6 · Pion noir sur case noire g5 · Roi blanc sur case blanche e4 · Pion blanc sur case blanche g4 · Pion blanc sur case noire a3 · Pion blanc sur case noire b2 · Pion blanc sur case blanche g2 | 2 |
| 1 | Pion noir sur case noire a7 · Pion noir sur case blanche b7 · Cavalier noir sur case blanche c6 · Roi noir sur case blanche e6 · Pion blanc sur case noire h6 · Pion noir sur case noire g5 · Roi blanc sur case blanche e4 · Pion blanc sur case blanche g4 · Pion blanc sur case noire a3 · Pion blanc sur case noire b2 · Pion blanc sur case blanche g2 | Pion noir sur case noire a7 · Pion noir sur case blanche b7 · Cavalier noir sur case blanche c6 · Roi noir sur case blanche e6 · Pion blanc sur case noire h6 · Pion noir sur case noire g5 · Roi blanc sur case blanche e4 · Pion blanc sur case blanche g4 · Pion blanc sur case noire a3 · Pion blanc sur case noire b2 · Pion blanc sur case blanche g2 | Pion noir sur case noire a7 · Pion noir sur case blanche b7 · Cavalier noir sur case blanche c6 · Roi noir sur case blanche e6 · Pion blanc sur case noire h6 · Pion noir sur case noire g5 · Roi blanc sur case blanche e4 · Pion blanc sur case blanche g4 · Pion blanc sur case noire a3 · Pion blanc sur case noire b2 · Pion blanc sur case blanche g2 | Pion noir sur case noire a7 · Pion noir sur case blanche b7 · Cavalier noir sur case blanche c6 · Roi noir sur case blanche e6 · Pion blanc sur case noire h6 · Pion noir sur case noire g5 · Roi blanc sur case blanche e4 · Pion blanc sur case blanche g4 · Pion blanc sur case noire a3 · Pion blanc sur case noire b2 · Pion blanc sur case blanche g2 | Pion noir sur case noire a7 · Pion noir sur case blanche b7 · Cavalier noir sur case blanche c6 · Roi noir sur case blanche e6 · Pion blanc sur case noire h6 · Pion noir sur case noire g5 · Roi blanc sur case blanche e4 · Pion blanc sur case blanche g4 · Pion blanc sur case noire a3 · Pion blanc sur case noire b2 · Pion blanc sur case blanche g2 | Pion noir sur case noire a7 · Pion noir sur case blanche b7 · Cavalier noir sur case blanche c6 · Roi noir sur case blanche e6 · Pion blanc sur case noire h6 · Pion noir sur case noire g5 · Roi blanc sur case blanche e4 · Pion blanc sur case blanche g4 · Pion blanc sur case noire a3 · Pion blanc sur case noire b2 · Pion blanc sur case blanche g2 | Pion noir sur case noire a7 · Pion noir sur case blanche b7 · Cavalier noir sur case blanche c6 · Roi noir sur case blanche e6 · Pion blanc sur case noire h6 · Pion noir sur case noire g5 · Roi blanc sur case blanche e4 · Pion blanc sur case blanche g4 · Pion blanc sur case noire a3 · Pion blanc sur case noire b2 · Pion blanc sur case blanche g2 | Pion noir sur case noire a7 · Pion noir sur case blanche b7 · Cavalier noir sur case blanche c6 · Roi noir sur case blanche e6 · Pion blanc sur case noire h6 · Pion noir sur case noire g5 · Roi blanc sur case blanche e4 · Pion blanc sur case blanche g4 · Pion blanc sur case noire a3 · Pion blanc sur case noire b2 · Pion blanc sur case blanche g2 | 1 |
|   | a | b | c | d | e | f | g | h |   |

Mikhaïl Tal - Mikhaïl Botvinnik
Championnat du monde d'échecs 1960, 9e partie :

1. e4 c6 2. d4 d5 3. Cc3 dxe4 4. Cxe4 Ff5 5. Cg3 Fg6 6. C1e2 Cf6 7. h4 h6 8. Cf4 Fh7 9. Fc4 e6 10. 0-0 Fd6 11. Cxe6!? (Kasparov considère ce coup comme douteux) 11. fxe6 12. Fxe6 Dc7 13. Te1 Cbd7 14. Fg8+ Rf8 15. Fxh7 Txh7 16. Cf5 g6! (un bon coup, selon Botvinnik) 17. Fxh6+ Rg8 18. Cxd6 Dxd6 19. Fg5 Te7! 20. Dd3 Rg7 21. Dg3? ...Txe1+ 22. Txe1 Dxg3 23. fxg3 Tf8! 24. c4 Cg4 25. d5 cxd5 26. cxd5 Cdf6 27. d6 Tf7 28. Tc1 Td7 29. Tc7 Rf7 30. Fxf6 Cxf6 31. Rf2 Re6 32. Txd7 Rxd7 33. Rf3 Rxd6 34. Rf4 Re6 35. g4 Cd5+ 36. Re4 Cf6+ 37. Rf4 Cd5+ 38. Re4 Cb4 39. a3?! Cc6 40. h5 g5 41. h6 (diagramme) Rf6!
Ce coup (41. ..Rf6!) a dû être joué avant l'ajournement. Botvinnik a mis son coup sous enveloppe après 42 minutes de réflexion. Conséquemment, au 56e coup, il ne lui restait plus que 20 minutes pour atteindre le contrôle de temps suivant. Il suivit :
42. Rd5 Rg6 43. Re6 Ca5 44. a4 Cb3 45. Rd6 a5 46. Rd5 Rxh6! 47. Rc4 Cc1 48. Rb5 Cd3! 49. b3 Cc1 50. Rxa5 Cxb3+ 51. Rb4 Cc1 52. Rc3 Rg6 53. Rc2 Ce2 54. Rd3 Cc1+ 55. Rc2 Ce2 56. Rd3 Cf4+ 57. Rc4 Rf6 58. g3 Ce2  0-1
L'auteur Eric Schiller, dans Complete defense to King pawn openings conclut le commentaire de cette partie par : « une finale magnifiquement jouée par Botvinnik, qui a dû en mettre au point la plupart des détails avant le contrôle de temps ».

## Publications
Livres de Botvinnik en anglais
- (en) One hundred Selected Games, 1949, éd. Dover, 1960

- (en) Championship Chess, 1950, rééd. Hardinge Simpole, 2002
- (en) (édité par Cafferty) Botvinnik's Best Games, 1947-1970, Batsford, 1972

- (en) Half a Century of Chess, Cadogan Chess, 1984,

- (en) Botvinnik's Best Games (3 volumes), 2000, éd. Moravian Chess

Livres de Botvinnik traduits en français
- Mikhaïl Botvinnik, Une carrière échiquéenne d’un demi-siècle : mes 90 meilleures parties d’échecs, BoD, 2023, 416 p. (ISBN 9782322502615)
- Mikhaïl Botvinnik, Fins de parties d'échecs intéressantes issues de ma pratique, BoD, 2022, 168 p. (ISBN 9782322455089)
- Mikhaïl Botvinnik, Quinze parties d'échecs et leurs aventures, BoD, 2021, 142 p. (ISBN 9782322400867)
- Trois matches d'Anatoli Karpov, champion du monde, éd. du Rocher, 1976